# 奥州市立水沢南中学校
奥州市立水沢南中学校（おうしゅうしりつ みずさわみなみちゅうがっこう）は、岩手県奥州市水沢に所在する市立中学校。
通称「南中」（なんちゅう）。生徒数が県内最多級の中学校である。
　

## 沿革
- 1969年（昭和44年）
  - 時期不明 - 校舎第1期建築工事完成[2]。
  - 4月1日 - 水沢市の第三次中学校統合計画により、水沢中及び東水沢中の学区の一部を含めた水沢南小学区と真城・姉体・黒石の三中学校を統合して学区とし、水沢市立南中学校として開校。
- 1970年（昭和45年） - 校舎第2期・第3期建築工事完成[2]。
- 1971年（昭和46年） - 体育館建築工事完成[2]。
- 1972年（昭和47年） - 特別教室建築工事完成[2]。
- 1973年（昭和48年） - プール建築建築工事完成[2]。
- 1976年（昭和51年） - 家庭教室建築工事完成[2]。
- 1978年（昭和53年） - 美術教室建築工事完成[2]。
- 1979年（昭和54年） - 教室増築建築工事完成[2]。
- 1983年（昭和58年） - 運動場増設工事完成[2]。
- 1985年（昭和60年） - 南校舎（普通教室）建築工事完成[2]。
- 1986年（昭和61年） - 第2体育館建築工事完成[2]。
- 2006年（平成18年）4月 - 市町村合併に伴い、奥州市立水沢南中学校となる。

## 主な行事
- 4月 - 始業式、入学式、新入生歓迎会、修学旅行結団式（3年）、修学旅行（3年）
- 5月 - 前期生徒総会、運動会
- 6月 - 地区中総体壮行会・報告会
- 7月 - 県中総体壮行会、終業式、夏休み
- 8月 - 始業式、地区水泳・陸上大会壮行会
- 9月 - 芸術鑑賞教室、文化祭開始集会、地区新人戦壮行会・報告会
- 10月 - 文化祭
- 11月 - 文化祭成果集会、第1次・第2次役員選挙
- 12月 - 生徒会役員認証書授与式、後期生徒総会、終業式、冬休み
- 1月 - リーダー研修会（生徒会執行部・委員長）、始業式
- 2月 - 3年生を送る会
- 3月 - 卒業式、終業式、離任式

## 学区
南中学校の学区は水沢地区全体の約半分にあたる広大な面積を有しているため、自転車やスクールバスで通学している生徒が多い。生徒の分布状況は、60％が水沢南小学区、20％が真城小学区、姉体小学区である。
水沢南小学区
- 宮下町、天文台通り、西上野町、福吉町、中上野町、東上野町、山崎町、福原、見分森、大橋、桜木町、川端、大鐘町、南大鐘、桜屋敷、龍ケ馬場

真城小学区
- 折居町、要害、高根、川尻、上中野、下中野、大深沢、堤尻、秋成、須江、折舘、真城が丘

姉体小学区
- 西姉体、上姉体、上島、姉体中央、宿、上野、下姉体、姉体南方、内堀、鶴城、長根、下柳、二渡、正法寺、小黒石、高清水

## アクセス
- バスは水沢駅通り停留所（5番乗り場）より乗車 所要時間9分
  - 岩手県交通 国道南線 イオン前沢行き→水沢南中学校入口下車

## 出身著名人
- 倉成淳（奥州市長）[3]
- 大谷翔平（プロ野球選手）[3]
- 大谷龍太（社会人野球選手、大谷翔平の実兄）
- 北條愁子（フリーアナウンサー）
- 吉田戦車（漫画家）